# Rekovac
Rekovac (Servisch: Рековац) is een gemeente in het Servische district Pomoravlje.
Rekovac telt 13.551 inwoners (2002). De oppervlakte bedraagt 366 km², de bevolkingsdichtheid is 37 inwoners per km².

## Plaatsen in de gemeente
| - Bare - Belušić - Beočić - Bogalinac - Brajinovac - Velika Kruševica - Vukmanovac - Dobroselica - Dragovo - Županjevac - Kavadar | - Kalenićki Prnjavor - Kaludra - Komorane - Lepojević - Lomnica - Loćika - Maleševo - Motrić - Nadrlje - Oparić - Prevešt | - Rabenovac - Ratković - Rekovac - Sekurič - Sibnica - Siljevica - Tečić - Ursule - Cikot - Šljivica |